# Cleanin' Out My Closet
"Cleanin' Out My Closet" pjesma je američkog repera Eminema, objavljena 2002. Pjesma se nalazi na njegovom albumu The Eminem Show koji je polučio svjetski uspjeh. Na albumu se nalazi kao četvrti singl, nakon pjesme "Business".
Za razliku od prethodnih pjesama na albumu, Eminem je u "Cleanin' Out My Closet", odstupio od zabavne persone Slim Shadyja, te krenuo u vlastito svečano putovanje u svoj osobni spremnik bijesa i boli.
Pjesma je bila među top 10 singlova s albuma te je bila na 4. mjestu Bilboardove top ljestvice, postavši jedan od Eminemovih najvećih hitova u karijeri.

## Lirski kontekst
U pjesmi Eminem introspekcijom promatra i izvješćuje slušaća pjesme o svojim sjećanjima, mislima i osjećajima. Istražujući vlastiti život, razmišlja o vlastitom problematičnom djetinjstvu, bračnim sukobima u obitelji i svađama s majkom. Eminem naglašava vlastiti animozitet prema njoj, dajući joj u refrenu sarkastičnu ispriku - "I never meant to hurt you".
Također, u pjesmi spominje kako ljudi negoduju na njegove tekstove. Izražava ljutnju koju osjeća prema svojoj obitelji te kako mu je bolje sada bez njih. Isto tako u pjesmi uvjerava publiku kako njegove riječi u svezi majke nisu korištene u cilju javne pozornosti - "now I would never diss my own mama just to get recognition".

## Pjesma na filmu

### 8 Mile
Pjesma "Cleanin' Out My Closet" namjeravala se koristiti na traileru za Eminemov polubiografski film "8 Mile". Sam Eminem smatrao je da bi pjesma mogla biti previše osobna za uporabu. To je obeshrabrilo producente filma koji su smatrali da je "Cleanin' Out My Closet" najbolja pjesma ikad.
Pjesma je ipak korištena za trailer namijenjen publici u Velikoj Britaniji.

### Ostali filmovi
- U australskoj komediji "Scared Weird Little Guys" iz 2003., pojavljuje se pjesma "Cleanin' Out My Tuckerbag" koja parodira na Eminemove pjesme "Lose Yourself" i "Cleanin' Out My Closet".
- Američki komičar Luke Ski napravio je vlastitu filmsku parodiju na film "Gospodar prstenova: Prstenova družina". U njoj je koristio Eminemove pjesme "Cleanin' Out My Closet", "Stan" i "Lose Yourself".

## Top ljestvice
| Ljestvica (2008/2009)              | Najviša pozicija |
| ---------------------------------- | ---------------- |
| Australska top ljestvica           | 3                |
| Austrijska top ljestvica           | 5                |
| Belgijska top ljestvica (Flanders) | 6                |
| Belgijska top ljestvica (Wallonia) | 10               |
| Britanska top ljestvica            | 4                |
| Danska top ljestvica               | 3                |
| Finska top ljestvica               | 10               |
| Francuska top ljestvica            | 20               |
| Irska top ljestvica                | 3                |
| Nizozemska top ljestvica           | 4                |
| Novozelandska top ljestvica        | 5                |
| Norveška top ljestvica             | 4                |
| Švedska top ljestvica              | 3                |
| Švicarska top ljestvica            | 5                |
| Talijanska top ljestvica           | 8                |
| U.S. Billboard Top 100             | 4                |
| U.S. Billboard Hot R&B/Hip-Hop     | 2                |
| U.S. Billboard Hot Rap Tracks      | 16               |

## Vanjske poveznice
Eminemova službena web stranica